# Michal Cáb
Michal Cáb alias Cabowitz (* 1980) je český výtvarný umělec zabývající se hlavně zvukem, interakcí mezi obrazem a zvukem - audiovizí.

## Životopis
Vystudoval teologii, pokračoval studiem oboru CAS (Centrum audiovizuálních studií) na Pražské FAMU , to ale nedokončil. Nyní je v doktorandském studiu na Akademii výtvarných umění v Praze v ateliéru Konceptuální tvorby. Pracuje jako asistent na Nových médiích Veroniky Bromové. od roku 2009 působí jako odborný učitel oboru Multimediální tvorba na SUPŠ Bechyně (multimediální technologie, praktická cvičení v multimédiích). Jeho doménou je operační systém Linux a aplikace Pure data, jejichž možnosti zkoumá v rámci novo-mediální tvorby. Je známý také jako hudebník především noise music a programátor, spolupracuje s divadelníky a výtvarnými umělci.

## Projekty
- Zvuková instalace v Národní technické knihovně - Projekt vznikl v rámci “Mezioborové rezidence v NTK”. Od října do prosince 2010 bylo poprvé možno zkoumat prostor NTK a možnosti rezidenčních projektů. V rámci pokusného představení site-specifických uměleckých děl byly připraveny tři projekty: Martin Hrubý, Petr Krátký, Viktor Čech: 74 °C, zvukovou instalaci Michala Cába a sérii pohybových obrazů Myšlenky taneční skupiny Loco:Motion Company.
- Michal Cáb: Hranice Pure data - Vizuální prezentace elektronické hudby v rámci Sperm festivalu 2010 v pražské Meetfactory.
- ART-IN-BOX - Česko-italská kolektivní výstava ve spolupráci s Českým centrem v Miláně 10. - 31. 1. 2012 koncipována jako celková instalace různých postprodukčních boxů. Krabice se staly jakýmsi tajemným prostorem, symbolem identity mezi formou, obsahem a funkcí, ale i měřítkem dnešního vývoje umění a architektury. Projekt byl zaměřen na cestování a na koncept sbírky krabic umění (Jako dříve např. hnutí Fluxus. Každý box má rozměry 20x20x20 cm a putuje do různých měst, je stále rozšiřována.
- Hluk lesa - Hudební performance -dunění jehličí, ticho hub, praskání kůry, šelest mravenců a jiných mechomilných tvorů ku příležitosti křtu čtvrté kazety z produkce labelu Ascarid. Kafé v lese, Krymská 12, Praha 10, 18. listopad 2011.
- Zažít něco nepopsatelného se stává jen málokdy - V rámci Famufestu Beztíže proběhla 23. 11. 2011 v Bio Oku v Praze prezentace studentů a absolventů katedry CAS FAMU.